# Vicenza Volley
Vincenza Volley – żeński, włoski klub siatkarski. Został założony w 1992 z bazą w mieście Vicenza.

## Historia
Klub powstał w 1992 w Vicenzy, pod nazwą Volley Noventa z inicjatywy Polisportiva Piùsport. Do Serie klub awansował w 1998. W sezonie 2007/2008 drużyna występowała pod nazwą Joy Volley Imola.

## Informacje ogólne
- Barwy – czerwono-białe
- Hala – Palazzetto dello Sport "Amedeo Ruggi"
- Liczba miejsc – 1.200
- Prezydent klubu –  Giovanni Coviello
- Trener klubu –  Manuela Benelli

## Sukcesy

### Superpuchar Włoch
- (2001)

### Puchar CEV
- (2000)
- (2001)

### Puchar Challenge
- (2008)

## Kadra zawodnicza

### Sezon 2007-2008
- 1.  Ivana Curčić
- 2.  Kathy Radzuweit
- 3.  Martina Mataloni
- 4.  Manuela Leggeri
- 7.  Stefania Dall'Iqna
- 9.  Valeria Zanin
- 10. Sonja Percan
- 11. Darina Mifkova
- 13. Matea Ikić
- 15. Stefania Paccagnella
- 16. Valentina Tirozzi
- 17. Monica De Gennaro
- 18. Romina Celeste Bertone

### Sezon 2008-2009
- 1.  Ivana Curčić
- 3.  Francesca Devetag
- 5.  Flavia Assirelli
- 6.  Anna Ensanbella
- 7.  Stefania Dall'Iqna
- 8.  Marilyn Strobbe
- 9.  Alice Santini
- 10. Irene Gomiero
- 11. Monika Kucerova
- 12. Anna Paola Mattiolo
- 13. Matea Ikić
- 14. Sisi Proco
- 15. Stefania Paccagnella
- 16. Valentina Tirozzi
- 17. Monica De Gennaro
- 18. Romina Celeste Bertone